# Нібско (Вірджинія)
Нібско (англ. Neabsco) — переписна місцевість (CDP) в США, в окрузі Принс-Вільям штату Вірджинія. Населення — 21 193 особи (2020).

## Географія
Нібско розташоване за координатами 38°36′30″ пн. ш. 77°16′58″ зх. д. / 38.60833° пн. ш. 77.28278° зх. д. (38.608262, -77.282893).  За даними Бюро перепису населення США в 2010 році переписна місцевість мала площу 12,59 км², з яких 11,94 км² — суходіл та 0,65 км² — водойми.

## Демографія
Згідно з переписом 2010 року, у переписній місцевості мешкало 12 068 осіб у 3886 домогосподарствах у складі 3061 родини. Густота населення становила 959 осіб/км².  Було 4114 помешкання (327/км²).
Расовий склад населення:
| - 38,9 % — білих - 38,3 % — чорних або афроамериканців - 10,4 % — азіатів - 0,4 % — корінних американців - 0,1 % — вихідців з тихоокеанських островів - 6,0 % — осіб інших рас |

До двох чи більше рас належало 5,9 %. Частка іспаномовних становила 14,7 % від усіх жителів.
За віковим діапазоном населення розподілялося таким чином: 30,2 % — особи молодші 18 років, 65,8 % — особи у віці 18—64 років, 4,0 % — особи у віці 65 років та старші. Медіана віку мешканця становила 31,8 року. На 100 осіб жіночої статі у переписній місцевості припадало 94,2 чоловіків;  на 100 жінок у віці від 18 років та старших — 88,8 чоловіків також старших 18 років.
Середній дохід на одне домашнє господарство  становив 134 158 доларів США (медіана — 121 721), а середній дохід на одну сім'ю — 142 549 доларів (медіана — 132 099). Медіана доходів становила 80 798 доларів для чоловіків та 63 543 долари для жінок. За межею бідності перебувало 4,7 % осіб, у тому числі 7,0 % дітей у віці до 18 років та 2,4 % осіб у віці 65 років та старших.
Цивільне працевлаштоване населення становило 8625 осіб. Основні галузі зайнятості: науковці, спеціалісти, менеджери — 21,3 %, публічна адміністрація — 19,4 %, освіта, охорона здоров'я та соціальна допомога — 17,8 %.